# Лори (сыр)
Лори (арм. Լոռի) — рассольный сорт сыра, для изготовления которого используется пастеризованное коровье молоко, иногда с примесью буйволиного молока. Производится в Армении. Сыр был назван в честь местности, на территории которой был приготовлен впервые.

## Описание
Для сыра Лори характерен солёный вкус с острыми и кислыми нотками. Брусок сыра весит от 4 до 6 килограмм, его длина не превышает 30 сантиметров, ширина — 15 сантиметров, а высота — 12 сантиметров. У готового продукта отсутствует корочка, но есть отверстия разной формы и размера. Текстура ломкая и плотная. Жирность продукта не должна быть более 50 %, содержание соли — более 4 %. Нормальная влажность сыра — 44 %.

## Изготовление
Когда в процессе производства молоко нагревается до 33 градусов, необходимо добавить сычужный фермент. Сырная загустевшая масса дробится на зернинки, размерами около 10 миллиметров. Треть сыворотки отделяют, происходит нагревание массы до температуры 37 градусов. Происходит её прессование и просушивание. Сыр разрезают на части в форме прямоугольников, затем помещают в специальные формы на 5-6 часов, и несколько раз переворачивают. За это время из сыра уходит лишняя жидкость, и масса дальше солится в растворе в течение 14 дней при температурном режиме 12-14 градусов. Процесс созревания Лори происходит в упаковке из полимерной плёнки на протяжении 45 дней, затем в этой же упаковке он поступает для продажи в магазины и торговые сети.